# ایستگاه متروی نورثولت
ایستگاه متروی نورثولت (انگلیسی: Northolt tube station) یکی از ایستگاه‌های متروی لندن است.
این ایستگاه که در منطقه ایلینگ لندن قرار دارد در سال ۱۹۴۸ تأسیس شده و جزئی از خط مرکزی متروی لندن است.

## نگارخانه

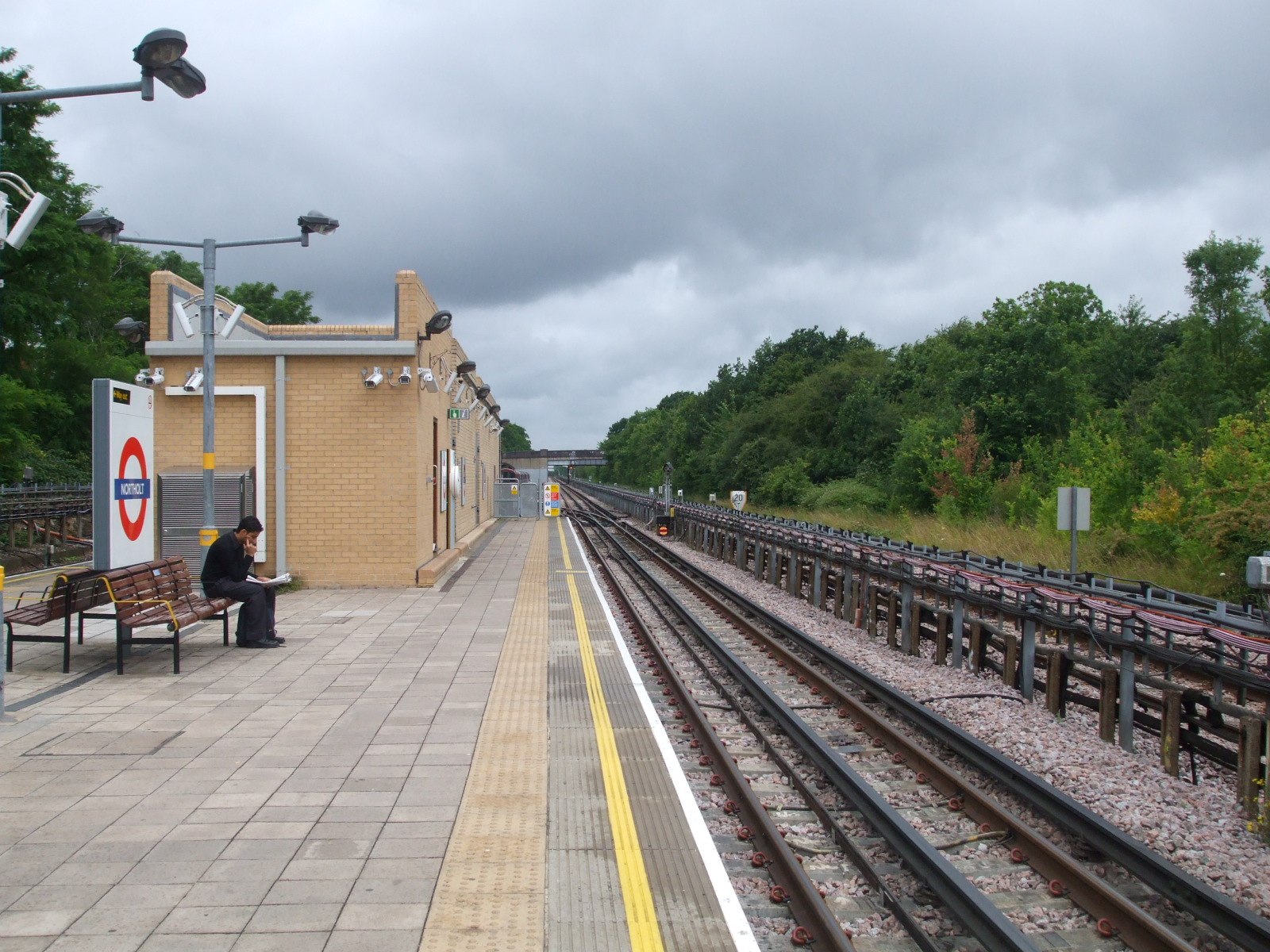
Looking west, with ex-GWR route on the right, and reversing siding visible ahead
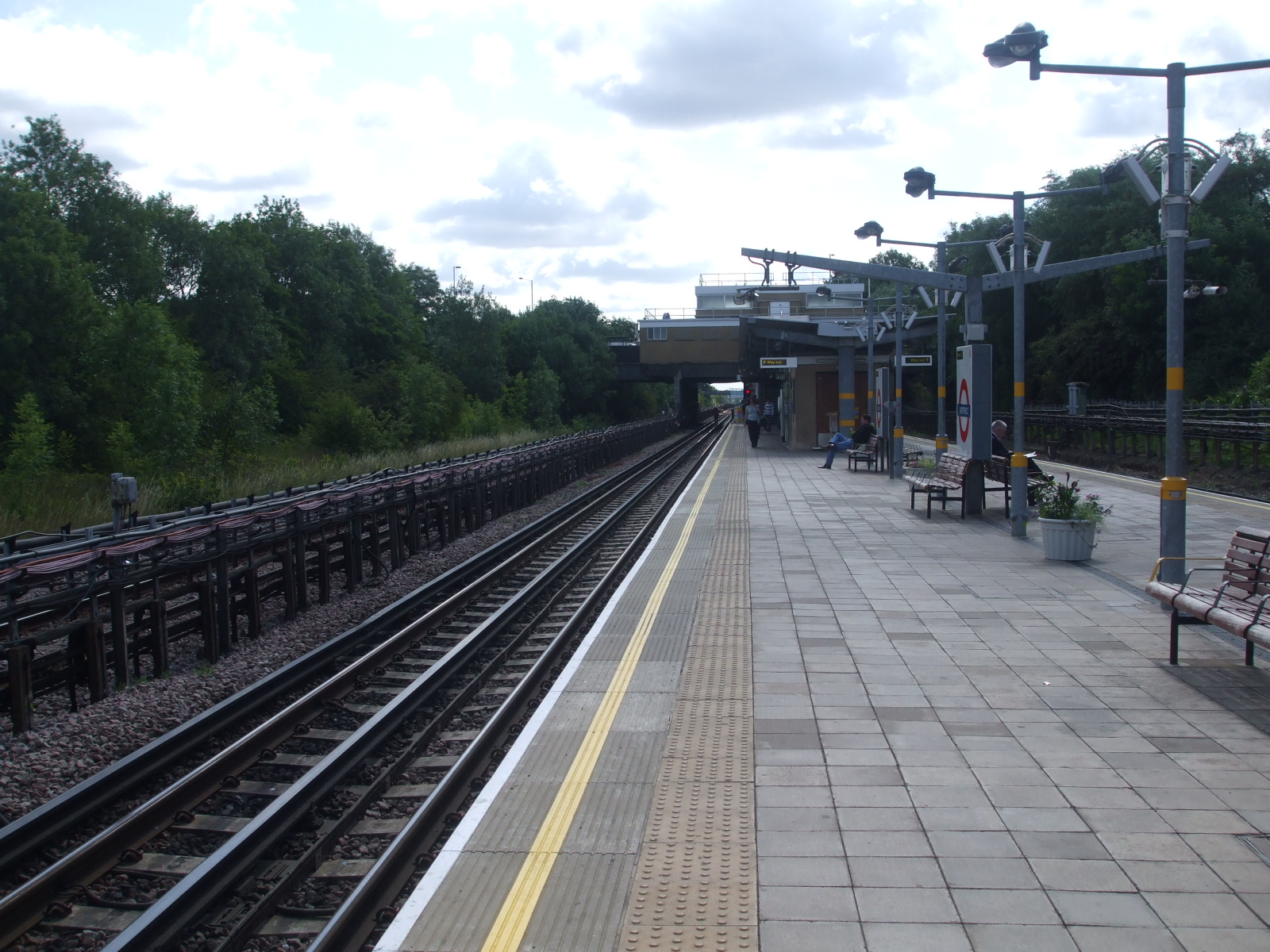
Looking eastward along the island platform
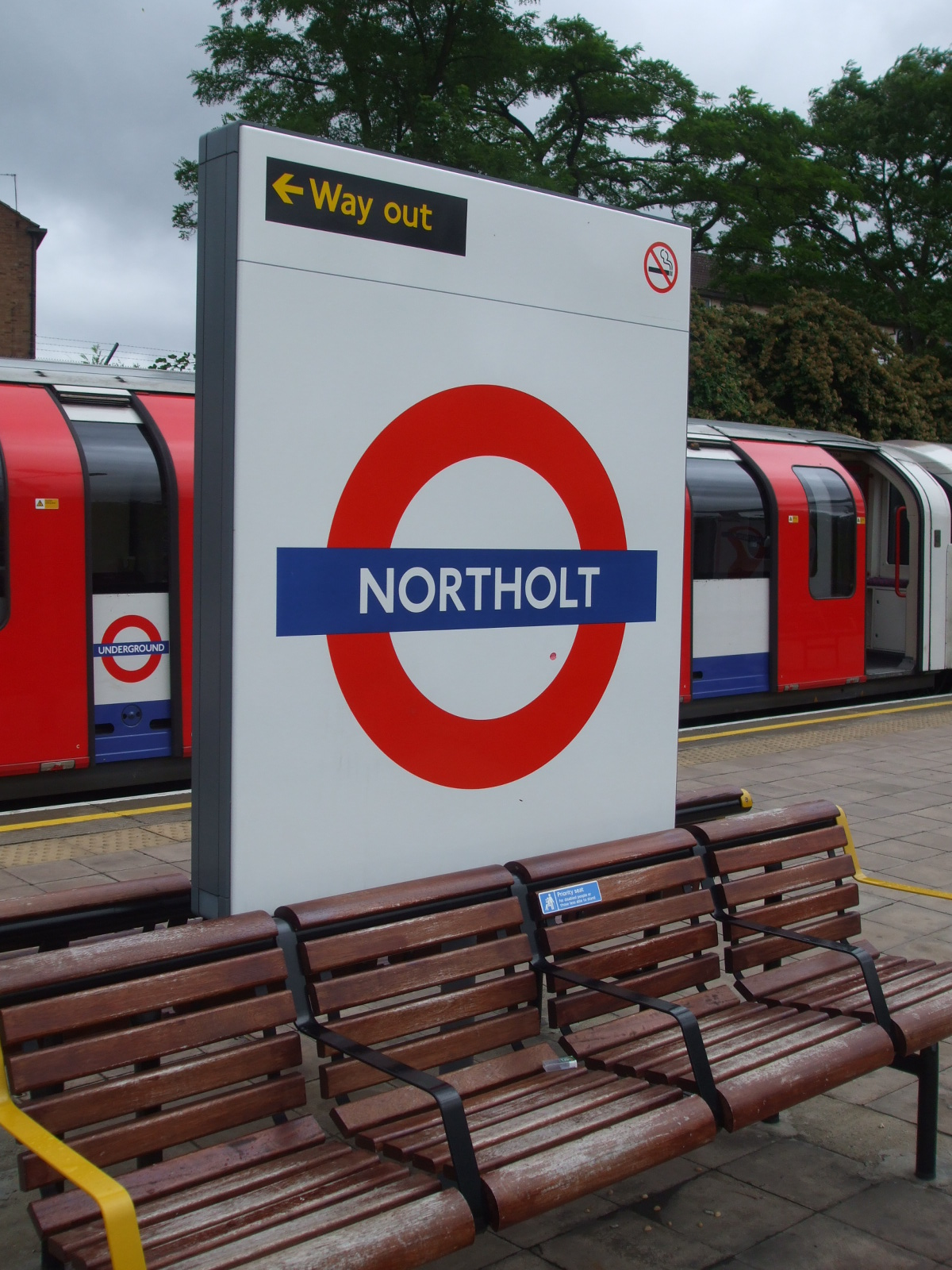
Roundel on eastbound platform face